# Linda Christian

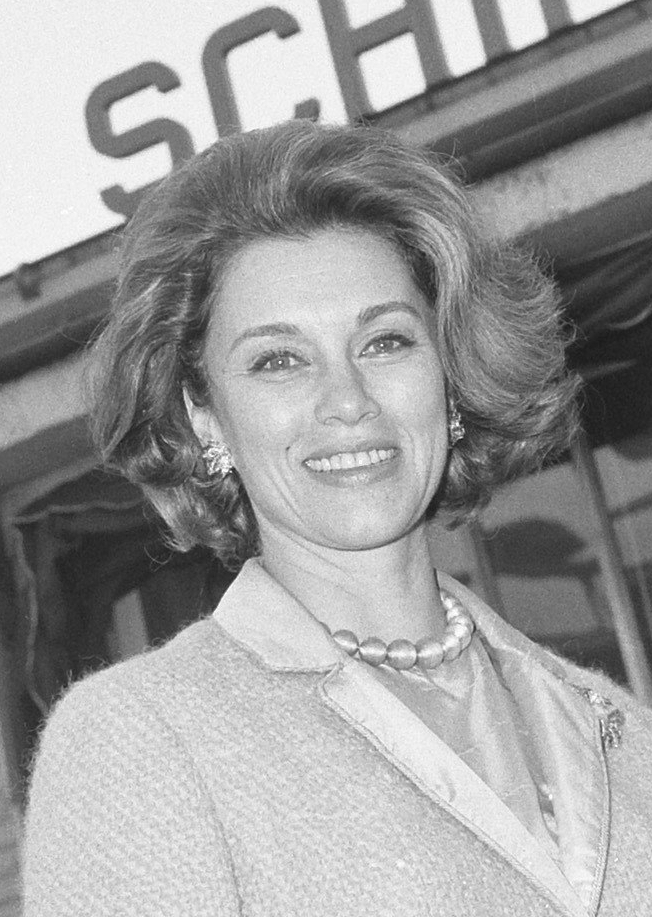
Linda Christian (1965)

Linda Christian (* 13. November 1923 in Tampico, Mexiko als Blanca Rosa Welter; † 22. Juli 2011 in Palm Springs, Kalifornien; auch Linda Christian Power und Linda Welter) war eine mexikanische Schauspielerin. Sie wurde 1954 als erstes Bond-Girl bekannt. 

## Leben

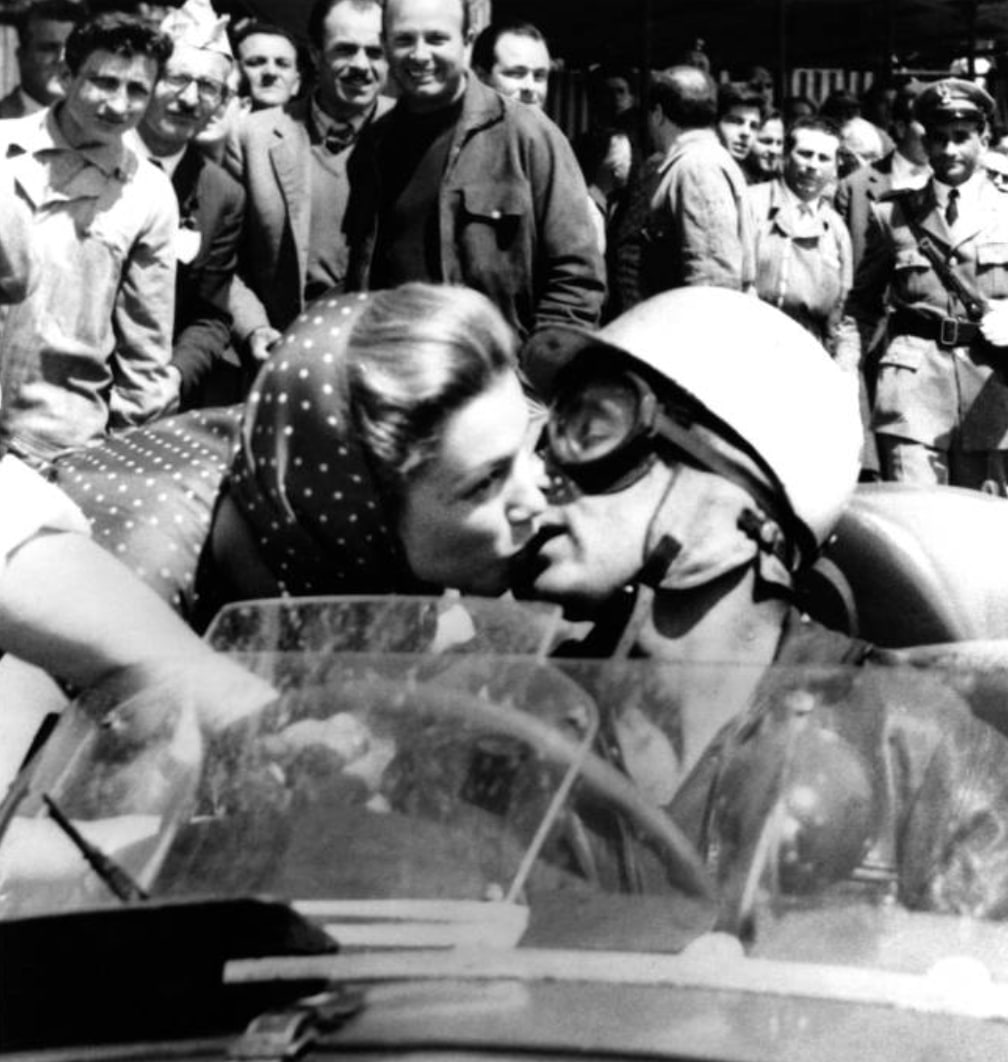
Linda Christian küsst Alfonso de Portago (Mille Miglia 1957)

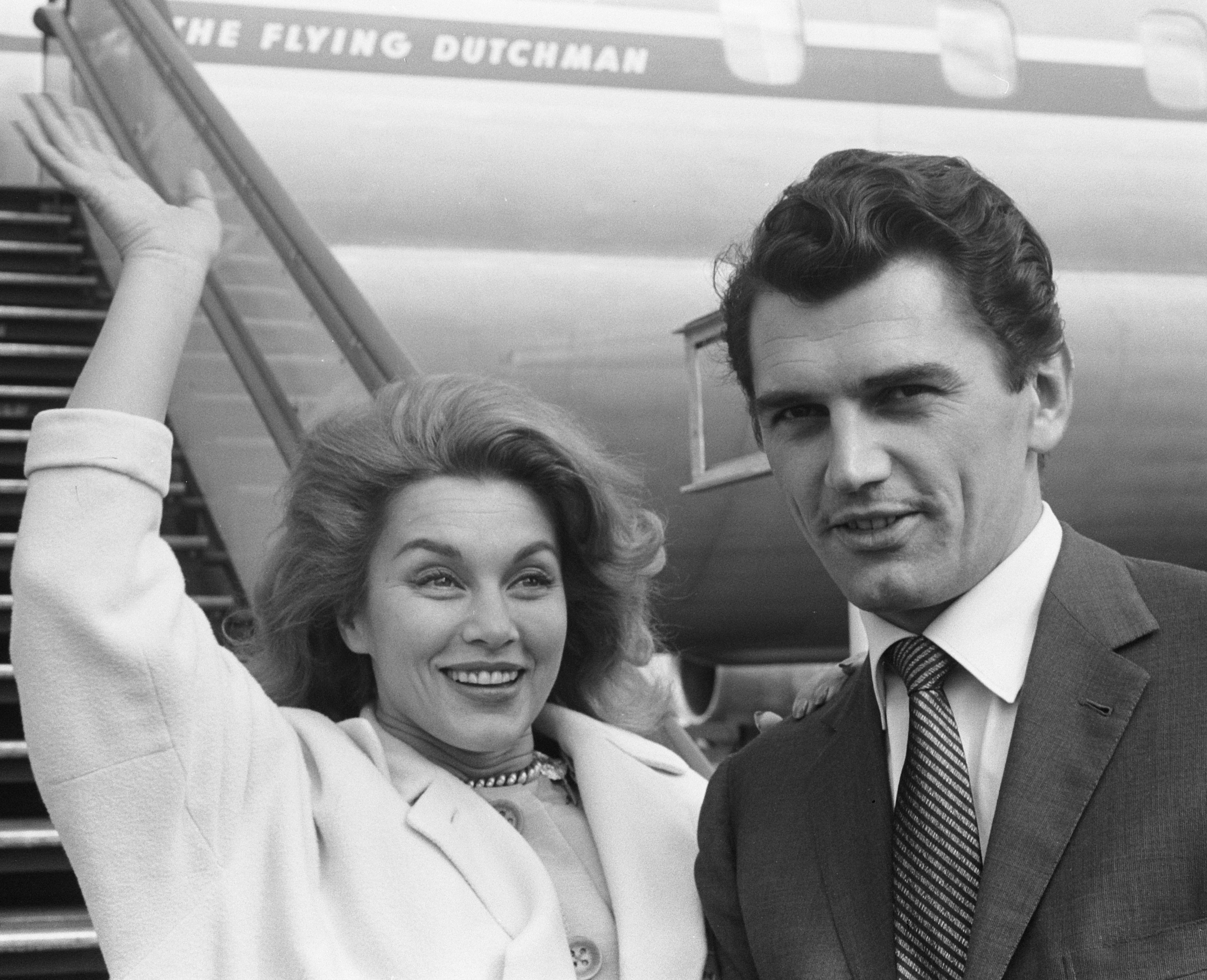
Linda Christian mit Edmund Purdom (1962)

Linda Christians Mutter, Blanca Rosa Vorhauer (1901–1992), stammte von Spaniern, Franzosen und Deutschen ab; ihr niederländischer Vater, Gerardus Jacob Welter (1904–1981), war Vorsitzender der Royal Dutch Petroleum Company. Ihre jüngere Schwester Ariadna Welter (1930–1998) war ebenfalls Schauspielerin.
In den 1940er Jahren wurde die in Mexiko geborene Schauspielerin in Hollywood zum Starlet. 1948 trat sie in Tarzan in Gefahr an der Seite von Johnny Weissmüller als Mara auf. Wenngleich ihr nie der Aufstieg in die erste Riege der Hollywood-Stars gelang, trat sie regelmäßig in Filmen als Darstellerin in Erscheinung und wirkte ab den 1950er Jahren auch in Fernsehproduktionen mit. In der ersten Verfilmung der James-Bond-Geschichten von Ian Fleming spielte Christian 1954 in der Fernsehadaption von Casino Royale die Geliebte des Geheimagenten.
Ihre 1949 mit dem Hollywood-Star Tyrone Power geschlossene Ehe, die 1956 geschieden wurde, machte Christian ebenfalls bekannt. Dieser Ehe entstammen die Sängerin Romina Power und die Schauspielerin Taryn Power. Von 1962 bis 1963 war sie mit dem britischen Schauspieler Edmund Purdom verheiratet. Außerdem war Linda Christian mit dem spanischen Rennfahrer Alfonso de Portago befreundet.
Linda Christian starb im Juli 2011 im kalifornischen Palm Springs im Alter von 87 Jahren an Darmkrebs.

## Filmografie (Auswahl)
- 1943: El peñón de las Ánimas
- 1944: Up in Arms (nicht im Abspann)
- 1946: Ball in der Botschaft (Holiday in Mexico)
- 1947: Taifun (Green Dolphin Street)
- 1948: Tarzan in Gefahr (Tarzan and the Mermaids)
- 1952: Schlachtzone Pazifik (Battle Zone)
- 1952: Mein Sohn entdeckt die Liebe (The Happy Time)
- 1953: Slaves of Babylon
- 1954: Athena
- 1954: Casino Royale (Fernsehfilm)
- 1956: Im Sturm der Leidenschaft (Thunderstorm)
- 1959: Das Haus der sieben Falken (The House of the Seven Hawks)
- 1959: Abschied von den Wolken
- 1959: Peter Voss, der Held des Tages
- 1960: Rendezvous in Ischia (Appuntamento ad Ischia)
- 1960: Das große Wunschkonzert
- 1962: Im Bann der Puppe (The Devil’s Hand)
- 1962: Passport for a Corpse
- 1963: Hotel International (The V.I.P.s)
- 1964: Volles Herz und leere Taschen (… e la donna creò l’uomo)
- 1965: Augenblick der Wahrheit (Il momento della verità)
- 1966: 10:23 (10:32 in the Morning)
- 1966: Bel Ami 2000 oder Wie verführt man einen Playboy
- 1967: Nel Sole
- 1968: L’oro del mondo
- 1987: Amore inquieto di Maria
- 1988: Cambiamento d’aria (Fernsehfilm)

## Autobiografie
- Linda Christian: Linda, My Own Story. Crown Publishers, New York 1962.